# سورن آراکلیان
سوُرِن آراکلیان (ارمنی: Սուրեն Առաքելյան؛ زاده ۱۸۸۷ – درگذشته ۱۹۷۹) حقوقدان، موسیقیدان، ویولن ساز اهل ارمنستان بود.

## زندگی‌نامه
سورن آراکلیان در سال ۱۸۸۷ میلادی (۱۲۶۶ خورشیدی) در شهر شوشی، جمهوری آرتساخ به دنیا آمد وی در سال ۱۲۹۹ (۱۹۲۰) به ایران آمد و در سال؟ (؟) وارد هنرستان ملی تفلیس شد و در سال ۱۹۱۰ (۱۲۸۹) از دانشگاه پراگ در رشته موسیقی فارغ‌التحصیل شد.
در سال ۱۹۲۱ (۱۳۰۰) بعد از برچیده شدن سفارت ارمنستان و ایجاد سفارت اتحاد جماهیر شوروی به کار در این سفارت (بخش ارمنستان) دعوت می‌شود که پس از یک سال کار در سال ۱۹۲۲ (۱۳۰۱) استعفا می‌دهد. در این زمان کلنل علینقی خان وزیری اولین هنرستان موسیقی تهران و ایران را تأسیس نمود و سورن آراکلیان در آنجا به تدریس ویلن سل و سازهای مجلسی پرداخت وی سپس بخش ساخت دستگاه‌های موسیقی هنرستان تهران را تأسیس کرد و به تعلیم ساخت ویلن و دیگر سازهای موسیقی پرداخت که از جمله شاگردان وی می‌توان به ابراهیم قنبری‌مهر اشاره کرد که یکی از ویلن‌های ساخت وی به نوازنده ویلون برجسته یهودی منوهین اهدا گشته‌است.
سورن آراکلیان طی سال‌های ۱۹۴۹–۱۹۴۵ (۱۳۲۸–۱۳۲۴) در آکادمی هنری لبنان به عنوان معلم موسیقی و نوازندهٔ ویلن سل در ارکستر سمفونیک به کار پرداخت که پس از مدتی مجدداً به ایران بازگشت و در هنرستان موسیقی دولتی به فعالیت خود ادامه داد.
سورن آراکلیان در سال ۱۹۱۱–۱۹۱۰ (۱۲۹۰–۱۲۸۹) به فراگیری موسیقی در هنرستان عالی موسیقی سلطنتی برلین نزد نوازندهٔ ویلن سل پروفسور بیکر Bayker پرداخت و در سال ۱۹۱۴ (۱۲۹۳) در رشتهٔ حقوق از دانشگاه نووراسیسک فارغ‌التحصیل گشت.
مادهٔ اصلی رنگی که وی برای رنگ نمودن ویلن‌ها به کار برده‌است روغن مقدس (Mykron) (روغن مقدس مسیحیان که برای غسل تعمید استفاده می‌شود) بود که مورد توجه ویلن سازان قرار گرفته‌است و راجع به آن کتابی تحت عنوان «رنگ من» Mon Vernie به چاپ رسیده‌است.
از وی همچنین کتاب «ویلن» Le Violon به زبان فرانسه در سال ۱۹۵۲ (۱۳۳۱) چاپ شده‌است که تا به امروز در هنرستان‌های ویلن سازی سوئیس و آلمان تدریس می‌شود این کتاب کتاب همچنین به زبان انگلیسی ترجمه شده‌است.
سورن آراکلیان همچنین ویلن ساز مشهوری نیز بود وی در سال ۱۹۳۷ (۱۳۱۶) مدال عالی درجه اول دولت ایران دریافت نموده‌است. مقالات چندی دربارهٔ موسیقی از وی در مجلات اروپایی به چاپ رسیده‌اند که از آن جمله می‌توان به «راز استرادیواروس» ۱۹۶۷ (۱۳۴۶) و «آهنگسازان ایرانی» ۱۹۶۹ (۱۳۴۸) در روزنامه ژورنال دو تهران اشاره نمود.
همچنین دربارهٔ آراکلیان در «دائرةالمعارف Rene Vannes» نیز مطالبی آمده‌است. سورن آراکلیان در سال ۱۹۷۹ (۱۳۵۸) در تهران درگذشت و در آرامستان ارامنه تهران (بوراستان) به خاک سپرده شد.